# 프란체스코 자친토 디 사보이아 공작
프란체스코 자친토 디 사보이아(이탈리아어: Francesco Giacinto di Savoia, 1632년 9월 14일 ~ 1638년 10월 4일)는 1637년에서 1638년까지 어머니 프랑스의 마리아 크리스티나의 섭정하에 있던 사보이아 공작이다.

## 생애
토리노의 발렌티노성에서 태어난 그는 사보이아 공작 비토리오 아메데오 1세와 그의 아내 프랑스의 마리아 크리스티나의 살아있는 맏아들이였다. 사보이아 공작의 후계자인 그는 피에몬테 공작으로 칭해졌다. 그의 부모는 프란체스코 자친토가 태어나기 앞서 다른 아들이 있었으나 1628년에 사망했다.
그의 아버지가 사망한 1637년에 그는 아버지의 자리를 이어받았고 그의 어머니가 섭정을 주장하며 권력을 쥐었다. 사보이아 공작은 살루초 후작, 아오스타, 니스, 모리아나 백작, 예루살렘의 왕 등의 부속적인 작위도 지녔다. 그는 천국의 꽃 (Fleur de Paradis)라는 별명을 지녔다. 어린 나이에 아버지의 뒤를 이은 프란체스코 자친토는 5살에 지나지 않아 실질적인 통치를 하지 못 했다. 열병에 걸린 그는 발렌티노성에서 사망했으며, 그의 동생 카를로 에마누엘레 2세가 계승했다. 그는 토리노에 있는 사크라 디 산 미켈레에 묻혔다.

## 참고 자료
- Merlini, Carlo (1938). 《Ambienti e Figure di Torino Vecchia》. 토리노.